# Magicicada septendecula
Magicicada septendecula (лат.) — вид периодических цикад с 17-летним жизненным циклом, распространенный в восточной части Северной Америки. Эндемик США.
Относится к группе decula, включающей также вид Magicicada tredecula (13-летняя). По своему циклу сходен с видами Magicicada septendecim и Magicicada cassini, имеющими также 17-летний период развития.